# 그린 데이
그린 데이(Green Day)는 빌리 조 암스트롱, 마이크 던트, 트레 쿨로 구성된 미국 캘리포니아주 출신의 3인조 록 밴드이다. 그린 데이는 다른 캘리포니아 밴드인 오프스프링이나 랜시드와 함께 1990년대 미국 내에서 펑크 록을 전파하는 데 큰 공헌을 했다. 이들은 펑크락밴드인 섬 41, 굿 샬럿, 블링크-182 등에도 영향을 미쳤다.
그린 데이는 미국에서 2500만 장 이상의 음반 판매고를 올렸으며, 세계적으로 7700만 장 이상의 음반 판매고를 올렸다. 1994년 발매되어 큰 성공을 거둔 《Dookie》는 다이아몬드 판매량을 인증받았으며, 그래미상 "최고의 얼터너티브 음악 음반(Best Alternative Music Album)"을 수상하였다. 이어서 발매된 음반들도 《Dookie》 만큼은 아니었으나 좋은 성적을 거두었다. 2004년 발매된 《American Idiot》는 평론이나 상업적인 측면에서 매우 큰 성공을 거두며, 그래미상 "최고의 록 음반(Best Rock Album)"을 수상하였다. 이 앨범은 R&B, 힙합 등 흑인 음악이 장악한 미국 음악 시장에서 록 밴드의 부활을 일깨우며 600만장 이상의 실판매고를 기록하였고, 앨범 판매량뿐만 아니라 그린데이에게 각종 시상식에서 수많은 상을 안겨주었다. 앨범의 첫 번째 싱글인 "American idiot"이 2005년 그래미 어워드 "올해의 레코드"에 노미네이트되었으며, 두 번째 싱글인 "Boulevard of Broken Dreams"는 2006년 초에 열린 그래미 시상식에서 머라이어 캐리, 카니예 웨스트 등 쟁쟁한 후보들을 제치고 "올해의 레코드" 부문을 수상하였다. Boulevard of Broken Dreams는 흑인음악이 대부분이었던 당시의 빌보드 싱글차트에서 무려 2위까지 오르며 좋은 성적을 거두었다. 또한, 2005년 여름의 MTV 비디오 뮤직어워드(VMA)에서는 올해의 비디오, 최우수 그룹 비디오, 최우수 록비디오 등 무려 7개 부문을 석권하였다. 2009년에는 정규 음반《21st Century Breakdown》를 발매하여 제 52회 그래미 수상식에서 그래미 록 부문 최우수상을 수상했다. 2012년 9월에는 ¡Uno!, 11월에는 ¡Dos!가 발매되었고 12월에는 ¡Tré!가 발매되었다. 또한, 투어링 멤버였던 제이슨 화이트를 2012년 말에 정식 멤버로 들여오면서 4인조로 재편성되었다.
2016년 정규 음반 Revolution radio를 발매함과 동시에 다시 원래의 3인조로 돌아왔다.

## 구성원
- 빌리 조 암스트롱(Billie Joe Armstrong) - 기타, 리드 보컬(1986년 ~ 현재)
- 마이크 던트(Mike Dirnt) - 베이스 기타, 배킹 보컬(1986년 ~ 현재)
- 트레 쿨(Tré Cool) - 드럼, 배킹 보컬(1990년 ~ 현재)

### 이전 멤버
- 라즈 푼자비(Raj Punjabi) - 드럼(1986년 ~ 1987년)
- 숀 휴스(Sean Hughes) - 베이스 기타(1986년 ~ 1988년)
- 존 키프마이어(John Kiffmeyer) - 드럼(1987년 ~ 1990년)

### 투어링 멤버
- 제이슨 화이트(Jason White) - 기타(1997년 ~ 2012년, 2016년 ~ 현재, 정식 멤버 2012년 ~ 2016년)
- 제이슨 프리스(Jason Freese) - 피아노, 키보드, 색소폰, 트롬본, 기타(2004년 ~ 현재)
- 케빈 프레스턴(Kevin Preston) - 기타(2019년 ~ 현재)

## 음반 목록

### 정규 음반
- 《39/Smooth》(1990년)
- 《Kerplunk》(1991년)
- 《Dookie》(1994년)
- 《Insomniac》(1995년)
- 《Nimrod》(1997년)
- 《Warning》(2000년)
- 《American Idiot》(2004년)
- 《21st Century Breakdown》(2009년)
- 《¡Uno!》(2012년)
- 《¡Dos!》(2012년)
- 《¡Tré!》(2012년)
- 《Revolution Radio》(2016년)
- 《Father of All Motherfuckers》(2020년)
- 《Saviors》(2024년)

### 컴필레이션 음반
- 《1,039/Smoothed Out Slappy Hours》(1991년)
- 《International Superhits!》(2001년)
- 《Shenanigans》(2002년)
- 《Demolicious》(2014년)

### 라이브 음반
- 《Bullet in a Bible》(2005년)
- 《Awesome As Fuck》(2011년)
- 《On the Radio》(2012년)

## 수상내역
- 1994년제37회 미국 그래미 어워드 최우수 얼터너티브 음악상
- 2005년 MTV 비디오 뮤직 어워드 올해의 비디오상, 최우수 그룹 비디오, 최우수 록비디오
- 2005년 제33회 아메리칸 뮤직 어워드 얼터너티브부문 인기아티스트상, 팝/록부문 최우수 앨범상
- 2005년 제47회 그래미 어워즈 베스트 록앨범상
- 2006년 제48회 그래미 어워즈 올해의 레코드상
- 2009년 제26회 MTV 비디오 뮤직 어워드 최우수 록 비디오상, 최우수 감독상, 촬영상
- 2009년 제37회 아메리칸 뮤직 어워드 최우수 얼터너티브 락 아티스트상
- 2010년 제52회 그래미 어워즈 베스트 록앨범상
- 2013년 MTV 유럽뮤직어워즈 베스트 락상

## 같이 보기
- 미국에서 가장 많이 팔린 음반 목록